# オルミデ・オイデジ
オルミデ・オイデジ（Olumide Oyedeji、1981年5月11日 - ）は、ナイジェリアのプロバスケットボール選手。オヨ州イバダン出身。ポジションはセンター。210cm、116kg。